# Ebbenhouten Schoen 2008
De verkiezing van de Ebbenhouten Schoen 2008 werd op 28 april 2008 gehouden. Marouane Fellaini won de Belgische voetbalprijs voor de eerste keer.

## Winnaar

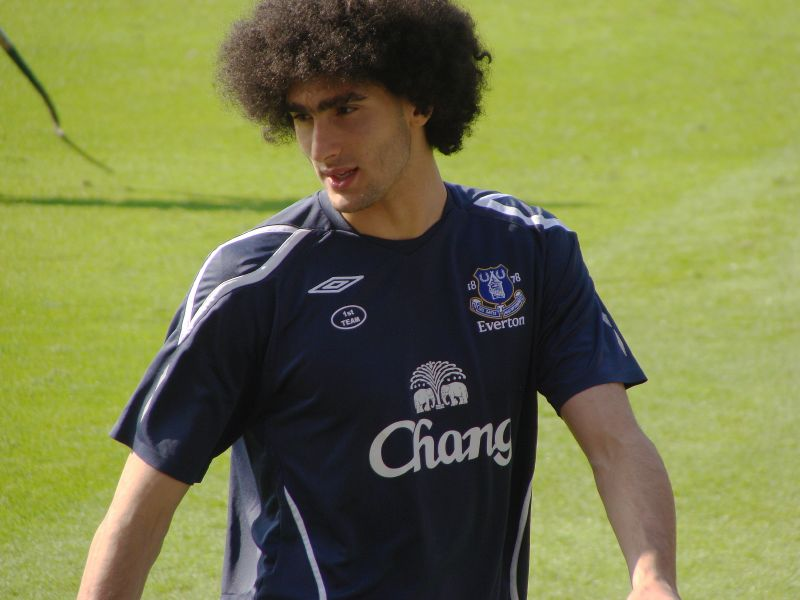
Marouane Fellaini vertrok in 2008 na zijn Ebbenhouten Schoen naar Everton FC.

Standard Luik werd in 2008 voor de eerste keer in 25 jaar landskampioen. Dat hadden de Rouches onder meer te danken aan hun sterk middenveld, bestaande uit Axel Witsel, Steven Defour en Marouane Fellaini. De boomlange Fellaini, een Belg van Marokkaanse origine, recupereerde veel ballen op het middenveld en infiltreerde vaak in het strafschopgebied van de tegenstander. Met zijn kop- en duelkracht werd hij een onmisbare schakel. De 20-jarige Fellaini kreeg in 2008 de Ebbenhouten Schoen en de trofee voor Profvoetballer van het Jaar, waarna hij Standard inruilde voor Everton FC. Om die reden greep hij in januari 2009 net naast de Gouden Schoen, die uiteindelijk naar zijn ploeggenoot Witsel ging.

## Uitslag
| Nr.        | Land                                  | Naam              | Club(s)        | Punten     |
| Finalisten | Finalisten                            | Finalisten        | Finalisten     | Finalisten |
| ---------- | ------------------------------------- | ----------------- | -------------- | ---------- |
| 1.         | Vlag van Marokko · Vlag van België    | Marouane Fellaini | Standard Luik  | 210        |
| 2.         | Vlag van Marokko · Vlag van Nederland | Mbark Boussoufa   | RSC Anderlecht | 110        |
| 3.         | Vlag van Senegal                      | Mohamed Sarr      | Standard Luik  | 109        |
| 4.         | Vlag van Congo-Kinshasa               | Dieumerci Mbokani | Standard Luik  | 99         |
| 5.         | Vlag van Egypte                       | Ahmed Hassan      | RSC Anderlecht | 64         |

1992 · 1993 · 1994 · 1995 · 1996 · 1997 · 1998 · 1999 · 2000 · 2001 · 2002 · 2003 · 2004 · 2005 · 2006 · 2007 · 2008 · 2009 · 2010 · 2011 · 2012 · 2013 · 2014 · 2015 · 2016 · 2017 · 2018 · 2019 · 2020 · 2021 · 2022 · 2023 · 2024